# Brook Billings
Brook Michael Billings (ur. 30 kwietnia 1980) – amerykański siatkarz, reprezentant kraju. W latach 2005–2008 występował w Polskiej Lidze Siatkówki w zespole Wkręt-met Domex AZS Częstochowa. W styczniu 2016 ogłosił zakończenie kariery. 
Obecnie mieszka w Kalifornii, gdzie pracuje w firmie związanej z nieruchomościami.

## Sukcesy klubowe
Puchar Austrii:
- 2003

Liga austriacka:
- 2003

Liga portorykańska:
- 2005

Puchar Polski:
- 2008

Liga polska:
- 2008

Liga turecka:
- 2004
- 2009

Liga grecka:
- 2011

Klubowe Mistrzostwa Krajów Zatoki Perskiej:
- 2015

Liga katarska:
- 2015
- 2014

## Sukcesy reprezentacyjne
Mistrzostwa Ameryki Północnej, Środkowej i Karaibów:
- 2003, 2005

Puchar Panamerykański:
- 2006

Liga Światowa:
- 2008
- 2007

Igrzyska Panamerykańskie:
- 2007

Puchar Ameryki:
- 2007

## Nagrody indywidualne
- 2008: Najlepszy atakujący turnieju finałowego Pucharu Polski